# Гирдкух

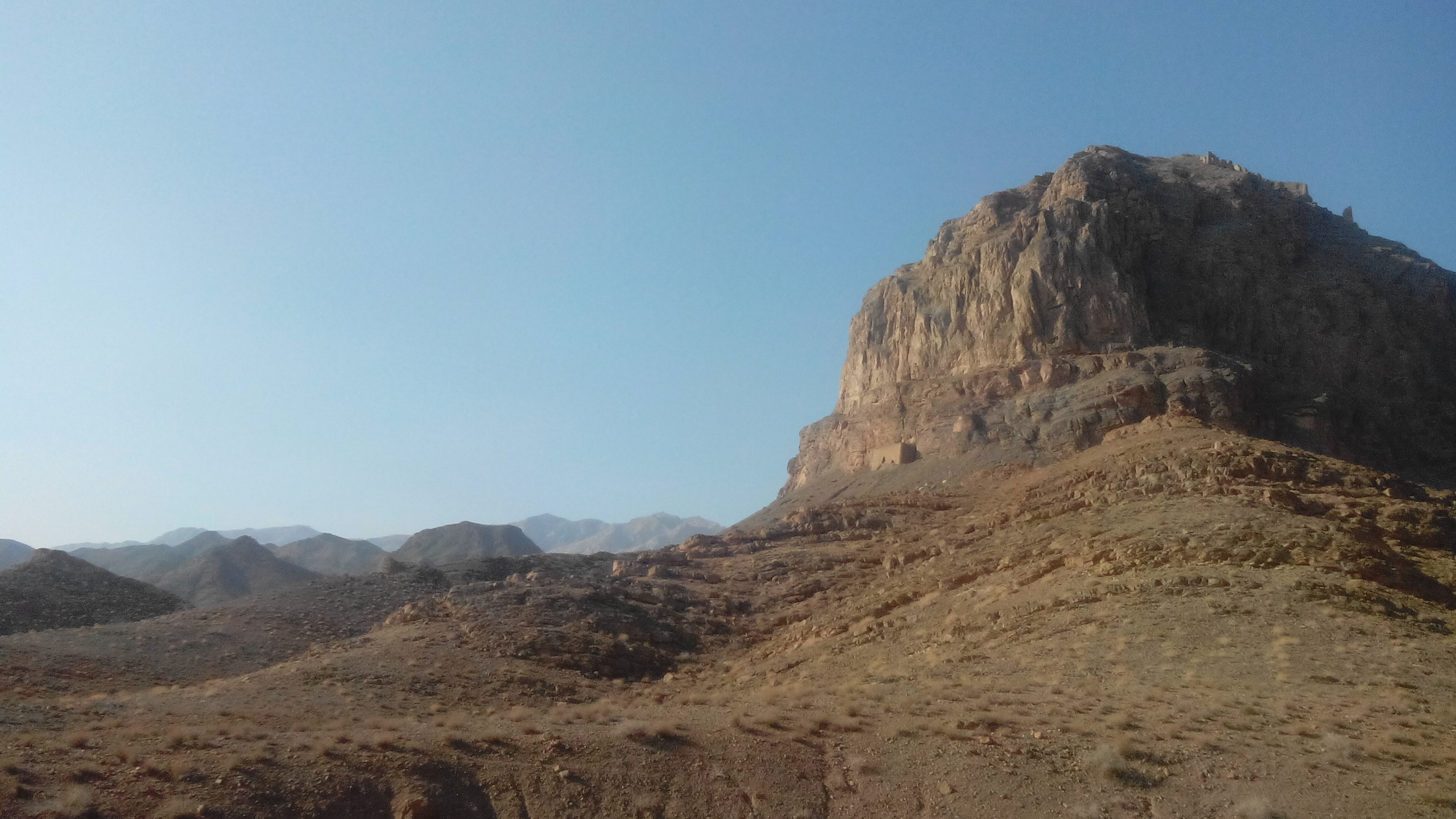
Гирдкух

Гирдкух, Гирдекух (перс. گردکوه‎ — «круглая гора») — крепость в горах Эльбурс в 18 км к западу от иранского города Дамган (остан Семнан), практически не сохранившаяся до настоящего времени. Возвышалась на вершине обособленного 300-метрового скалистого холма, при наблюдении с южной стороны напоминающего купол, откуда произошло название. Согласно Якуту, крепость находилась в дне пути от Дамгана и была видна из города. В средние века Гирдкух был также известен как Диз-и Гумбадан (Деж-и Гунбадан) и отождествлялся мусульманскими источниками с крепостью, где был заточён Исфандияр, герой «Шах-наме».

## История

### При исмаилитах и сельджуках
Гирдкух — крепость, возможно, доисламской постройки, но дата и обстоятельства его основания неизвестны. Самое раннее из имеющихся упоминаний о Гирдкухе восходит к X веку, когда он был резиденцией исмаилитского да’и (проповедника) Абд аль-Малика Каукаби, одного из непосредственых преемников Абу Хатема Рази (ум. 933/934). В XI веке крепость перешла в руки сельджуков.
В начале 1060-х Гирдкух принадлежал двоюродному брату султана Тогрул-бека малику Кутулмышу, который, потерпев в 1064 году поражение от Алп-Арслана в борьбе за власть, нашёл в нём убежище.
При Мелик-шахе (1072—1092) его надим (сотрапезник) Хурдак, получив полуразрушенную крепость, поставил в ней своего кутвала (наместника). От султана Баркйарука (1094—1105) эмир Амирдад Хабаши ибн Алтунтак добился приказа, передающего Гирдкух ему, и при этом сумел сделать так, что Баркйарук убил Хурдака. Через три месяца вооружённой борьбы, в июле-августе 1096 года, кутвал Хурдака сдал крепость Хабаши, который назначил наместником крепости раиса Муаййад ад-Дина Музаффара ибн Ахмада Мустоуфи и приказал использовать для обустройства крепости доходы от Дамгана. Эмир также переправил в Гирдкух всю свою казну.
Раис Музаффар провёл большие работы по укреплению крепости и потратил 12 тысяч динаров на прорытие двух колодцев внутри крепостных стен. Он приказал выкопать колодец среди твёрдых камней на крепостном валу, но спустившись вниз на триста газ (локтей) и не найдя воды, забросил его. Через много лет после его смерти произошло землетрясение, и из этого колодца хлынула вода.
Около 1099—1100 года, после гибели эмира Хабаши, раис Музаффар, тайно принявший исмаилизм задолго до этого, передал Гирдкух в распоряжение Хасана ибн Саббаха, основателя низаритского государства. Когда в 500 г. х./1105-1106 г. сельджуки предприняли осаду Аламута, Саббах отослал свою жену и двух дочерей именно в Гирдкух. Музаффар сорок лет служил в качестве низаритского коменданта крепости, ему наследовал его сын Шараф ад-Дин Мухаммед. В 1134 году один из эмиров султана Санджара осадил Гирдкух, но, видимо, подкупленный исмаилитами, снял осаду на пороге победы.
Прекрасно укреплённый замок, способный выдерживать долговременные осады, со сложной системой водохранилищ и возможностью хранения огромных запасов пищи, Гирдкух был главной низаритской твердыней в Кумисе, области вокруг Дамгана и Семнана. Он занимал стратегически важное положение близ караванной дороги, связывающей Западный Иран и Хорасан, — участка Великого шёлкового пути. Низариты взимали пошлины с путешественников, следующих этой дорогой.

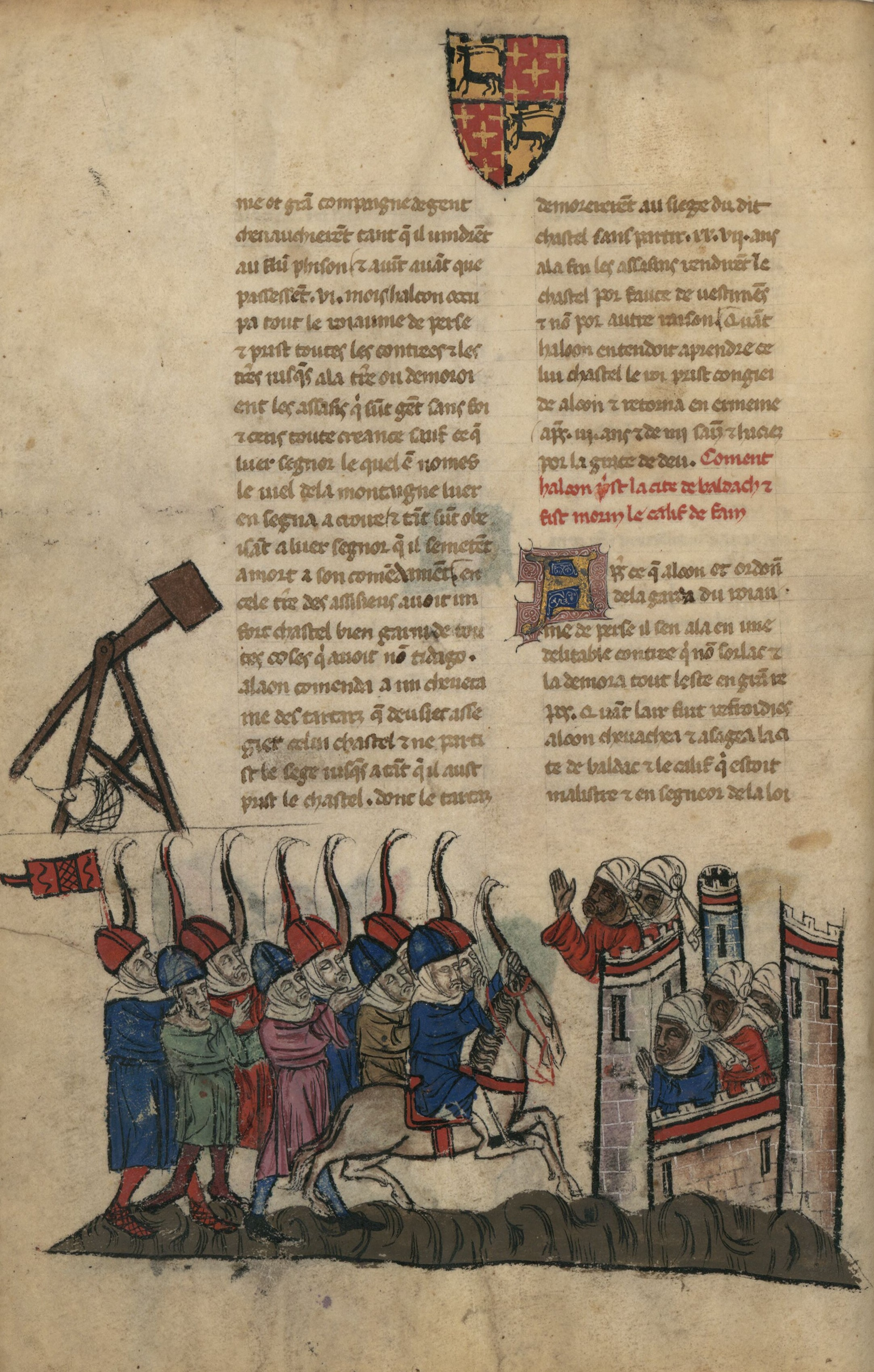
Страница из «Цветника историй земель Востока» Гетума Патмича с изображением осады Гирдкуха монголами. Рукопись первой четверти XIV века, Каталония

### Осада крепости монголами (1253—1270)
Разрушение исмаилитских крепостей было одной из задач, которые монгольский каан Мункэ (1251—1259) поставил перед своим братом Хулагу, выступившим в ближневосточный поход. Гирдкух был осаждён в мае 1253 года, когда подошедший с 5000 конных и пеших воинов полководец Китбука-нойон приказал обвести крепость рвом и валом, чтобы никто не мог покинуть её. Монгольское войско, оцепившее Гирдкух, было защищено с тыла внешними валом и рвом. Китбука оставил во главе осаждающих военачальника Бури и приступил к завоеванию других крепостей. 2 декабря 1253 г. защитники совершили ночную вылазку и уничтожили сто монголов, включая Бури. Позднее имам Ала ад-Дин Мухаммед (1221—1255), государь низаритов, получил известие, что в крепости вспыхнула холера, большая часть бойцов умерла и что крепость вскоре падёт. На помощь защитникам Гирдкуха послали Мубариз ад-Дина Али Турана и Шуджа ад-Дина Хасана Астрабади со ста десятью воинами и с каждым по два мана хны для лечения и по три мана соли. Подошедшие прорвались сквозь заслоны и в полном составе проникли в крепость, положение которой упрочилось.
Хулагу послал Шамс ад-Дина Гилеки, визиря низаритского имама Рукн ад-Дина Хуршаха, в Гирдкух, чтобы тот доставил начальника крепости. В октябре 1256 года Гилеки вернулся в ставку Хулагу с наместником Гирдкуха кади Тадж ад-Дином Мардан-шахом, но крепость не покорилась. После того как Хуршах 20 ноября 1256 г. сдал Хулагу Меймундиз, он разослал приказ по всем крепостям в Кухистане, Рудбаре и Кумисе прекратить сопротивление монголам. Аламут, Ламасар и Гирдкух не сделали этого, вероятно полагая, что имам действует по принуждению. Хуршах отправился в 1257 году ко двору Мункэ в Каракорум и, оказавшись по дороге у стен Гирдкуха, лично приказал гарнизону сдаваться, однако тайно передал противоположный приказ. Лишь в середине декабря 1270 года, в правление сына Хулагу ильхана Абаги, защитники Гирдкуха капитулировали после истощения припасов и были перебиты. Гирдкух стал последней низаритской твердыней, покорившейся монголам.
В отличие от других основных крепостей низаритов Ирана Гирдкух монголы не разрушили. Ильханы государства Хулагуидов использовали его в качестве тюрьмы, где содержали в заключении или казнили восставших царевичей. Крепость ещё существовала в 1384 году, во время вторжения Тимура, но никакого упоминания о ней в более поздних источниках нет. Вероятно, Гирдкух был полностью заброшен ко времени первых Сефевидов.

## Археология
Из главных низаритских крепостей Ирана Гирдкух в настоящее время наименее изучен. В конце XX века на холме ещё можно было наблюдать руины жилых кварталов, построенных осаждающими монголами. Два различных типа каменных снарядов для мангонелей, использовавшихся низаритами и монголами, были разбросаны на северо-восточном склоне. До начала XXI века район крепости не подвергался археологическому обследованию. В сентябре-октябре 2006 года на холме и в радиусе 20 км вокруг него была проведена археологическая разведка, включавшая составление топографической карты и определение исторических границ крепости